# Widenmayerstraße 2

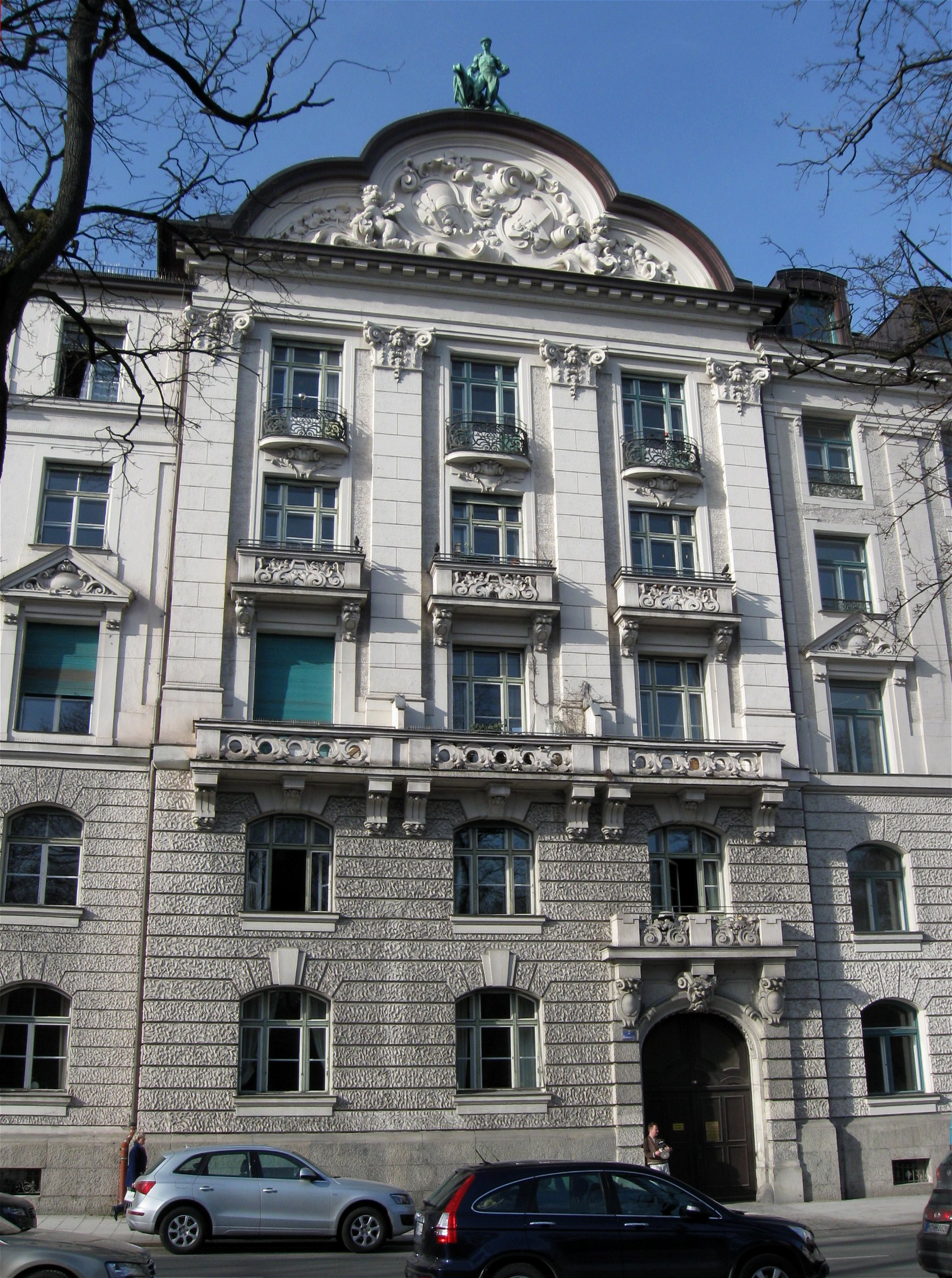
Widenmayerstraße 2

Das Gebäude Widenmayerstraße 2 ist ein Mietshaus in der Widenmayerstraße in München. Es wurde in den 1890er-Jahren erbaut und ist als Baudenkmal in die Bayerische Denkmalliste eingetragen.

## Lage
Das Gebäude liegt am Beginn der Widenmayerstraße im Münchner Stadtteil Lehel am Isarkai. Es ist Bestandteil des denkmalgeschützten Ensembles Widenmayerstraße. Da die Widenmayerstraße nur einseitig bebaut ist, werden die Häuser auf dieser Seite fortlaufend durchgezählt. Nr. 2 liegt also zwischen Nr. 1 und Nr. 3 und bildet mit diesen zusammen einen einheitlichen Gebäudekomplex.

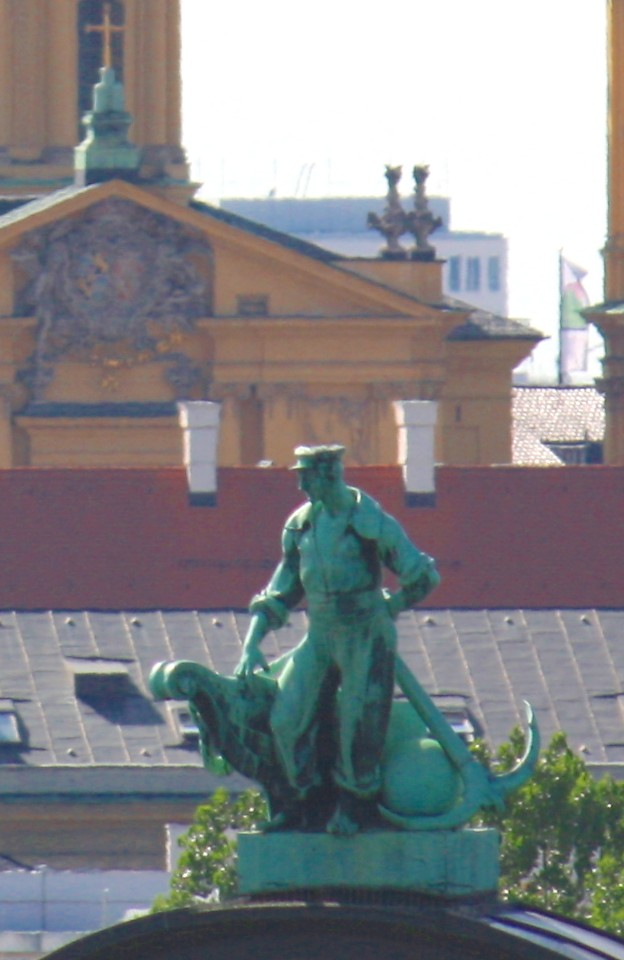
Figur eines Matrosen auf dem Rundgiebel

## Besonderheiten
Eine 1898/99 im Innenhof des Hauses errichtete Kutscher- und Hausmeisterwohnung wurde Anfang der 1980er-Jahre als Drehort für die Fernsehserie Meister Eder und sein Pumuckl verwendet. Dort wurde Meister Eders Werkstatt eingerichtet. Dafür wurde das bereits baufällige Gebäude provisorisch renoviert. Unmittelbar nach Ende der Dreharbeiten 1985 wurde es abgerissen. An der Stelle der ehemaligen Schreinerwerkstatt befinden sich nur noch der Innenhof und Teile der Verwaltung der Bayerischen Versicherungskammer.

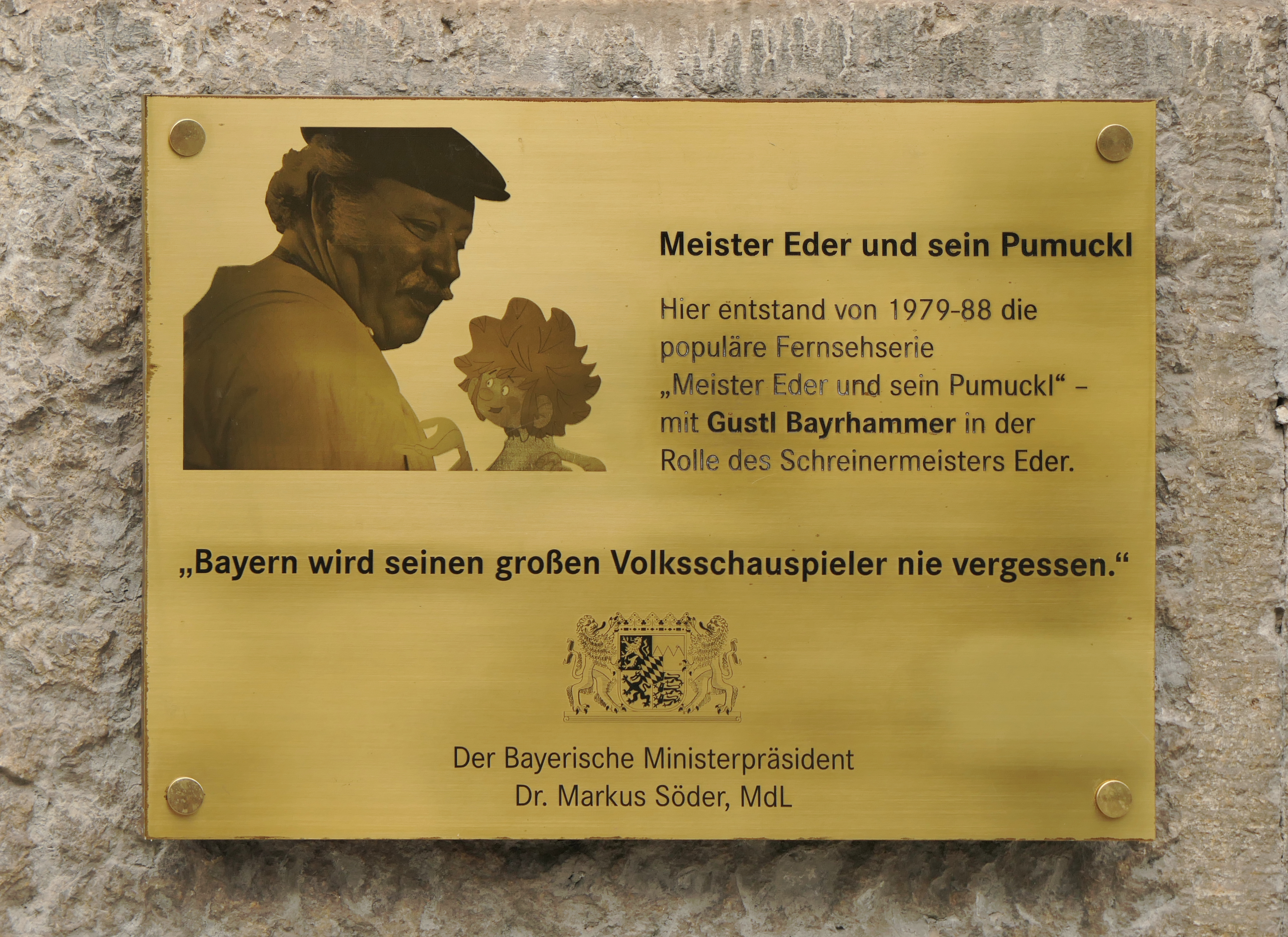
Gedenktafel

Eine Gedenktafel an der straßenseitigen Fassade erinnert an die Fernsehserie und an den Hauptdarsteller Gustl Bayrhammer. Das Bild auf der Tafel zeigt Bayrhammer in seiner Rolle als Meister Eder gemeinsam mit Pumuckl. Bei der Enthüllung am 24. April 2023, am 30. Todestag Gustl Bayrhammers, waren Ministerpräsident Markus Söder und Oberbürgermeister Dieter Reiter anwesend.
Der Theologe und Kunsthistoriker Michael Hartig wohnte in dem Haus.